# 真梨邑ケイ
真梨邑 ケイ（まりむら ケイ、1957年〈昭和32年〉8月29日 - ）は、日本のジャズ歌手。東京都千代田区出身。身長165cm、スリーサイズはB85・W59・H86。

## 略歴
千代田区立麹町小学校、千代田区立麹町中学校から頌栄女子学院高等学校卒業。宝塚歌劇団の試験に合格していたが、それを辞退して東宝現代劇付属研究所入り、これを経て女優デビュー。本名の川口今日子名義で、NHKの朝の連続ドラマ『いちばん星』、『おていちゃん』、東海テレビの『がしんたれ』などに出演した。また大河ドラマにも出演した。
1982年、優れたプロポーションと退廃的な雰囲気を買われ、ジャズヴォーカリストとしてメジャーデビュー。当時は「ジャズ界に久しぶりに大型新人現る」と騒がれた。その後、代表作『THE MAN I LOVE』（編曲：ネルソン・リドル、Tp：ハリー・ジェームス）ではヒット賞、作品賞を受賞、ベストテン入り（当時のオリコンアルバムチャート）となる大ヒットを記録し、ゴールド・ディスクを受賞した。
1994年に写真集でオールヌードを披露、1996年にはオリジナルビデオ主演作品で鶴見辰吾、大杉漣との濡れ場を演じた。
2001年、映画『マーメイド〜海から来た少女〜』で監督・脚本を務めた。
2009年9月、アダルトイメージビデオ作品（AIV）『情事 jyoji』でAIV（AVとの違いはセクシーシーンでの本番行為は一切無い擬似作品）デビュー。4万本を超える大ヒット作品となり、現役の有名ジャズシンガーのAIVデビューは世間を驚かせた。
2011年、徳間書店より小説『インティマシー』を出版した。
2015年、劇場公開映画としては初の主演作となる『女詐欺師と美人シンガーお熱いのはどっち?』（浜野佐知監督）が公開される。
2017年、フジテレビ『ザ・ノンフィクション』のカメラが初めて夫妻に9か月間密着取材、10月1日の放送ではドキュメンタリー番組としては異例の4.7%（関東地区ビデオリサーチ）の高視聴率を記録した。
2022年3月、歌手デビュー40周年を迎え全国各地のジャズフェスティバルに出演、その後ジャズライブを中心に活動を続けるなか、2024年7月には14冊目となる写真集【MASQUERADE】(週刊ポストデジタル版)を小学館より出版した。

## 音楽

### アルバム
- ELEGANCE（1982年、ディスコメイトレコード）
- MOOD INDIGO（1982年、ディスコメイトレコード）
- THE MAN I LOVE（1983年、ディスコメイトレコード）
- P.S. I LOVE YOU（1983年、ディスコメイトレコード）
- BEAUTIFUL DREAMER（1984年、ディスコメイトレコード） ※ライブ・アルバム
- FAVOURITE STANDARD（1984年11月21日、ディスコメイトレコード）
- TIEMPO DE AMOR（1985年11月21日、テイチク）
- LA CALIFUSA（1986年11月21日、テイチク）
- CONTINENTAL（1987年9月20日、テイチク）
- 真梨邑ケイ ベスト・コレクション（1988年1月1日、テイチク）
- NOUVEAU（1991年3月21日、テイチク）
- 〜STANDARD OF LOVE シリーズ〜（1992年8月21日/全7枚、テイチク）
  - たそがれどきのスタンダード
  - 夜を彩るイルミネーションナイト
  - 幸福かんじるメロウタイム
  - ふたりだけのミントカクテル
  - ときめきのミュージックフェスタ
  - キャンドルライトの向こうがわ
  - 昼下がりのスウィートメロディー
- MUCHO MUCHO（1992年10月21日、テイチク）
- 〜LOVE MEDICINE シリーズ〜（1995年5月21日/全3枚、テイチク）
  - 今宵、あなたと過ごしたい Vol.1 二人の海岸通り
  - 今宵、あなたと過ごしたい Vol.2 恋という名のカクテル
  - 今宵、あなたと過ごしたい Vol.3 赤いヒールを脱いで
- Silver Kei Marimura Voice（1998年5月25日、KAERU CAFE） ※サンプリング素材音源を55トラック収録
- マーメイド〜海から来た少女〜サウンドトラック盤（2001年）
- JAZZYな歌姫たち シルキー・ヴォイスをあなたに2（2003年8月21日） ※オムニバス・アルバム
- 大人たちのオアシス1・2（2003年11年21日） ※オムニバス・アルバム
- フェイバリッツ!（2004年）
- 君のうた 僕のうた シリーズ（2006年2月22日/全10枚、テイチクレコード） ※オムニバス・アルバム
  - 君のうた 僕のうた vol.2 - 2020年3月18日再発売
  - 君のうた 僕のうた vol.6
- ブリリアント・ベスト（2010年11月24日/2枚組、テイチクレコード）
- オリジナル・ベスト（2016年9月21日、Amazonレコード）

### シングル
- STARDUST NIGHT（1984年、ディスコメイトレコード、DSP-228）
- さよならは昼下がり／愛・フォーエヴァー（1985年11月、テイチクレコード、RE-698） - 石原裕次郎とのデュエット
- 私生活／ファイナル・フライト（1986年、テイチク・コンチネンタルレコード、CE-59）
- Starlight Lover／It's My Night（1986年、テイチク・コンチネンタルレコード、CE-73） - 日本テレビ「SEIKOグルメワールド世界食べちゃうぞ!!」イメージソング
- Temptation Of Midnight（2014年、ジャパンホームビデオ） ※マキシシングル

### 楽曲提供
- 「ラブリーエンジェルアリスた〜ず★」（2013年、アリスた～ず★、アリスRECORDS） - 作詞・作曲

## メディア

### 映画
- ふしぎな國・日本（1983年、松竹） - さつき 役
- 夜叉（1985年、東宝） - クラブ歌手 役
- もっともあぶない刑事（1989年、東映洋画）- 江本真由美 役
- 野獣死すべし（1997年、大映） - 塙雅子 役
- 月光の囁き（1999年、ビターズ・エンド） - 拓也の母親 役
- マーメイド〜海から来た少女（2001年、ENGEL） - 脚本・監督
- 真昼の花（2005年、KAERU CAFE） - 歌唱
- 女詐欺師と美人シンガーお熱いのはどっち?（2015年、XcesFilm） - 劇場公開作品初主演・空中ジュリア/椎葉ゆかり 役

### テレビドラマ
- 大河ドラマ「風と雲と虹と」（1976年、NHK総合） - 娘 役 ※川口今日子 名義
- 大河ドラマ「花神」（1977年、NHK総合）
- 日曜劇場「突風」（1977年、TBS） - 事務員 役 ※川口今日子 名義
- 気まぐれ本格派 第8話（1977年、日本テレビ） ※川口今日子 名義
- 恋人よわれに帰れ（1983年9月23日、フジテレビ） - まり子 役
- 妻たちの初体験（1986年、日本テレビ） - 中谷真理 役
- 大都会25時（1987年、テレビ朝日） - 片桐小夜子 巡査長 役
- こちら芝浦探偵社（1989年、TBS）
- 見知らぬ鍵（1991年、関西テレビ）
- 秋の殺人者（1995年10月14日、テレビ朝日）
- グッドラック（1996年、日本テレビ） - 吉川美沙子 役
- 最も遠い銀河（2013年2月2日・3日、テレビ朝日） - 周藤綾乃 役

### 音楽番組・バラエティー 他
- 夜は気分で（1982年 - 1983年、TBS） - 司会
- ミュージックフェア'82 (1982年9月2日、フジテレビ)
- オレたちひょうきん族（1982年 - 1983年、フジテレビ系）
- 映画音楽大全集（1982年10月2日、NHK総合）
- ミュージックフェア'83 (1983年2月10日、フジテレビ)
- クイズ面白ゼミナール（1983年6月19日・1985年9月8日・1986年1月12日、NHK総合）
- 音楽の広場（1983年7月8日、NHK総合）
- ミュージック・ギャラクシー（1983年8月27日、NHK総合）
- 第27回レコード祭（1983年11月1日、NHK総合）
- 森田一義アワー 笑っていいとも!(1984年・1987年、フジテレビ)
- 世界めぐり愛～二週連続ブラジル編～（1986年、TBS）
- SEIKOグルメワールド 世界食べちゃうぞ!!（1987年、日本テレビ）
- 徹子の部屋（1982年・1987年、テレビ朝日）
- 男と酒と女の話（1988年、テレビ東京） - 司会
- 音楽は恋人（1992年5月31日、NHK総合）
- ときめき夢サウンド（1995年7月30日、NHK総合）
- 20世紀最後のスーパースター美空ひばり（2000年12月30日、テレビ東京）
- オレ達のWell歌夢（2002年2月4日、テレビ東京） - ゲスト
- 鬼女伝説（蔵の中）（2003年、テレビ神奈川）
- 田舎に泊まろう!（2008年8月3日、テレビ東京）
- インペリアルジャズ2009（2009年、BS-TBS）
- ノンフィクションW（2015年7月18日、WOWOW）
- ザ・ノンフィクション ～僕のワイフは真梨邑ケイ～（2017年10月1日、フジテレビ）
- おしゃべりオジサンと怒れる女（2018年3月24日、テレビ東京）

### ビデオソフト

#### MV
- リサイタル VOL.1（1982年、日本ビデオ映像）
- MISTY（1983年）
- BEAUTIFUL DREAMER（1984年、パイオニア） ※VHS/レーザーディスク
- 石原裕次郎 スクリーンメモリー4（1996年9月21日、テイチク） - 12曲目に「さよならは昼下がり」を収録。
- 石原裕次郎生誕80周年記念BOX「石原裕次郎永遠の夢」（2014年12月17日、テイチクエンタテインメント） - DVD3に「さよならは昼下がり／愛・フォーエヴァー」のレコーディング風景を収録。

#### IV
- 上海ラプソディー（2002年、B.B.J）
- AVENTURE（2004年、ビーエムドットスリー）
- DEEP MOON〜遊戯〜（2012年、JVD）

#### AIV
- 情事 Jyoji（2009年9月25日、ジャパンホームビデオ）
- 情事 Jyoji II（2010年3月12日、ジャパンホームビデオ）
- 喪服の貴婦人 〜濡れたストッキング〜（2010年11月12日、ジャパンホームビデオ）
- 東京ナイトクラブ -Jyoji Beginning-（2011年11月11日、ジャパンホームビデオ）
- ラストエクスタシー（2012年10月26日、ジャパンホームビデオ）
- 真梨邑ケイ in 流されて・・・・（2013年11月8日、ジャパンホームビデオ）
- LOVE LIQUEUR ラヴ リキュール（2014年8月8日、ジャパンホームビデオ）
- ニンフォマニア（2015年9月11日、ジャパンホームビデオ）
- インモラル（2016年8月13日、ジャパンホームビデオ）
- 媚薬（2017年8月13日、ジャパンホームビデオ）
- 情事 Jyoji 〜ヴァーチャルワールド〜（2018年8月13日、ジャパンホームビデオ）
- Genderless ジェンダーレス ～白の貞淑、赤の奔放、黒いアンドロジナス～（2019年3月7日、ソフト・オン・デマンド）
- コンプリートBEST (2019年5月13日、ジャパンホームビデオ)
- ドキュメンタルSEX（2019年11月21日、ソフト・オン・デマンド）

#### オリジナルビデオ
- 悪人専用（1990年、東映ビデオ）
- B面の夏（1995年、タキコーポレーション）
- 軽井沢夫人 官能の夜想曲（ノクターン）（1996年、にっかつビデオ） - 主演、2020年再発売（DVD）
- XX（ダブルエックス）美しき獲物（1996年、東映ビデオ） - 主演・牧村ゆう 役、共演：渡辺真起子
- Women（ウイメン）2 オンナが淫らに脱ぐとき（1997年、日活） - 主演、2022年再発売（DVD）
- Another XX（ダブルエックス） マトリの女（1998年、東映ビデオ） - 友情出演
- エクスタシー（2001年、GPミュージアム） - 主演・麻美 役
- 赤蜘蛛（2004年、ケイエスエス販売） - 主演

### インターネット動画
- つか金フライデーDOUGA フジテレビ無料動画サイト - 見参楽（みさんが!）（2011年9月9日 - 12月15日配信）
- 真梨邑ケイの【ゆとりStyle】 アズーリFM（2023年7月30日生放送 8月13日〜YouTube配信）

### ラジオ番組
- TBSマンスリージャズワイド（1982年4月25日 - 1987年3月1日、毎月1回・日曜深夜1:00 - 4:30、TBSラジオ） - 若山弦蔵、宮内鎮雄と共演[11]。
- I LOVE NY（JFN系列各局）
- MUSIC HOT FLAVOR（全国コミュニティFM104局&有線放送CAN SYSTEM）
- おはようサタデー（MUSIC BIRD）
- アートハート倶楽部（すまいるFM）
- FM25時 あなたとケイと音楽と（1983年7月6日 - 、FM東京）
- ロイヤルホール ソフィスティケイティッド ウェーブ（FM横浜）

### CM
- 日本通信工業
- 新宿三越
- 新栄石野証券
- レミーマルタンジャポン
- 東レシルク着物
- ヤクルトマイタイム

## 書籍

### 写真集
- ドレス（1983年7月5日、ワニブックス）
- IMPREVU（1989年10月10日、撮影：伊藤隼也、大陸書房）
- SPEAK LOW（1994年5月27日、撮影：杉山芳明、スコラ）
- HIGHER SELF（1995年7月20日、撮影：真梨邑ケイ、光文社）
- R指定（1995年12月18日、撮影：リウ・ミセキ、スコラ） - 共演：渡辺真起子
- 軽蔑（1998年5月1日、撮影：沢渡朔、ぶんか社）
- BLACK BOX（2000年、撮影：沢渡朔、第一アート出版） - 通販限定。1000部限定、販売価格50,000円。
- 上海ラプソディー（2002年9月28日、撮影：リウ・ミセキ、バウハウス）
- パンドラ（2010年、撮影・版画：伴田良輔、東邦出版）

### デジタル写真集
- 真梨邑ケイ-大人のエロスラストエクスタシー (2014年3月30日、アリスJAPAN)
- ターゲットは真梨邑ケイ 1 (2019年7月26日、Milkyway)
- 週刊大衆デジタル写真集NUDE：6 真梨邑ケイ（2019年9月11日、撮影：黒佐勇、双葉社）
- 週刊ポストデジタル写真集 MASQUERADE (2024年7月12日、撮影:伴田良輔、小学館)

### エッセイ
- 夜は気分で 真梨邑ケイの世界（1982年12月・1983年7月、写真撮影：中村冬夫、青年書館）
- 硝子の森の異邦人 I LOVE N.Y.（1994年3月、徳間オリオン）ISBN 4198600783

### 小説
- インティマシー 喪服の貴婦人（2011年3月29日、徳間書店）ISBN 419863128X
- 東京ナイトクラブ（2011年10月、スポーツニッポン新聞連載）

## 参考資料
- 『週刊サンケイ』1982年4月22日号
- 『TVスター名鑑2011』（2010年、東京ニュース通信社） ISBN 4863361157
- 『週刊アサヒ芸能』2012年6月28日特大号
- TBS50年史（2002年1月、東京放送編・発行）…国立国会図書館サーチの書誌情報
  - 付録DVD-ROM『ハイブリッド検索編』（Windows対応）
    - ラジオ番組データベース

- 各種外部リンク（インターネットアーカイブの保存キャッシュ含む）